# S&M (píseň)
S&M je píseň barbadoské popové zpěvačky Rihanny. Píseň se nachází na jejím šestém studiovém albu Loud. Produkce se ujali producenti StarGate a Sandy Vee.

## Tracklist

### Single
1. "S&M" – 4:03

### Remixes
1. "S&M" (Dave Audé Radio) – 3:50
2. "S&M" (Joe Bermudez Chico Radio) – 3:49
3. "S&M" (Sidney Samson Radio) – 3:19
4. "S&M" (Dave Audé Club) – 7:28
5. "S&M" (Joe Bermudez Chico Club) – 5:17
6. "S&M" (Sidney Samson Club) – 6:50
7. "S&M" (Dave Audé Dub) – 6:29
8. "S&M" (Joe Bermudez Chico Dub) – 5:17
9. "S&M" (Sidney Samson Dub) – 6:50

## Hitparáda
| Země                 | Umístění |
| -------------------- | -------- |
| Austrálie            | 1        |
| Belgie               | 3        |
| Česko                | 8        |
| Francie              | 3        |
| Irsko                | 3        |
| Kanada               | 1        |
| Německo              | 2        |
| Norsko               | 2        |
| Nový Zéland          | 2        |
| Slovensko            | 5        |
| Spojené království   | 3        |
| US Billboard Hot 100 | 1        |
| US R&B               | 59       |
| US Pop               | 1        |